# Large, Baie du
Large, Baie du är en vik i Antarktis. Den ligger i Östantarktis. Frankrike gör anspråk på området.